# Евагорас Паликаридис
Евагорас Палликаридис (на гръцки: Ευαγόρας Παλληκαρίδης) е гръцко-кипърски поет и революционер, който е бил член на ЕОКА по време на кампанията срещу британското управление в Кипър от 1955 до 1959 г. Той е арестуван на 18 декември 1956 г., когато е заловен с оръжие (картечница Брен и сандъци с боеприпаси) на магаре, което той признава по време на своя съдебен процес. Той е осъден на смърт чрез обесване за притежание на огнестрелно оръжие на 27 февруари 1957 г. и е най-младият бунтовник, екзекутиран в Кипър. Неговата смърт предизвиква широка полемика поради младата му възраст и обстоятелствата на ареста му.
Пропагандни листовки, публикувани и разпространени след обесването, включват измислено описание за това как той е убил предател. Законността на неговата екзекуция впоследствие е под въпрос, защото оръжието, което той държал по това време, не е било функционално. В книгата "Human Rights and the End of Empire" на А. У. Б. Симпсън, авторът твърди, че истинската причина за екзекуцията на Палликаридис е била, че властите вярвали (но не успели да докажат), че той по-рано е убил възрастен човек, който е бил заподозрян като сътрудник на британските власти.

## Биография
Евагорас Паликаридис е роден в село Цада в Пафос. Той е четвъртото и най-малкото дете в семейството на Паликаридис, което се занимава със земеделие.

## Участие в бунтовете около коронацията на Елизабет II
През март и април 1953 г., по време на подготовката за коронацията на Елизабет II (планирана за юни), в град Пафос са били издигнати флагове на Великобритания. Местните жители са били разгневени и са били организирани множество протести. Те са били предимно мирни, докато на 1 април по време на протест в училището "Джакоб" 15-годишният Евагорас се покачил на мачтата и свалил флага, като го разкъсал заедно с другарите си. Това поставя началото на бунтовете за освобождение в целия Пафос, които обаче са били пренебрегнати от полицията по заповед на губернатора, който искал да избегне кръвопролития в чест на коронацията на кралицата. Евагорас е арестуван, но впоследствие освободен. По време на празненствата през юни, в Пафос не са се провеждали обществени чествания.

## Участие в ЕОКА и втори арест
На 17-годишна възраст Евагорас се присъединява към ЕОКА като младши член. На 17 ноември 1955 г. той участва в ученически бунт, който има за цел да отвлече вниманието от нападение на ЕОКА, което в крайна сметка не се състои. Евагорас е арестуван и обвинен в организиране на граждански безредици, които той отрича. Процесът е отложен за декември.

## Трети арест и процес
На 18 декември Евагорас и двама възрастни членове на ЕОКА транспортират оръжия (картечница Брен и два сандъка с боеприпаси) за предстоящо нападение, когато срещат британски патрул. Възрастните успяват да избягат, но Евагорас е арестуван. По време на разследването се установява, че той е създавал проблеми на властите два пъти в миналото, и е официално обвинен в участие в ЕОКА и контрабанда на незаконни боеприпаси. По време на процеса си на 25 февруари признава вината си, заявявайки: „Знам, че ще ме осъдите на смърт, но каквото направих, го направих като кипърец, който иска своята свобода.“

## Намеса на гръцкото правителство
На следващия ден след процеса учениците от гимназията в Пафос се отказват от часовете си и молят губернатора Джон Хардинг да помилва Евагорас. Новината достигна до гръцкото правителство, което веднага предприема дипломатически действия за спасяването на Евагорас. Представители на гръцкия парламент изпращат телеграма до Камарата на лордовете и Обединените нации, а комитети на гражданите и кипърската църква искат намеса на кралицата. Забележително е, че американският сенатор Фултън също участва в тези опити. Короната обаче отказва да амнистира  Евагорас и Хардинг отказа да го помилва.

## Екзекуция и погребение
Евагорас е екзекутиран чрез обесване на 14 март 1957 г. Британските власти го погребват в гробището "Затворените мрамори" в затвора в Никозия, за да предотвратят граждански безредици, свързани с неговото погребение.

## Наследство
Евагорас Паликаридис остава най-младият боец на ЕОКА, екзекутиран от британското правителство. Той е и последният бунтовник, екзекутиран в Кипър. Неговата екзекуция по време на Кипърската криза, малко преди освобождението от британското управление, остава "тъмно петно в историята на Кипър" и оказва негативно влияние върху отношенията на Кипър с Короната, която мнозина виждат като сила, която е могла да предотврати трагедиите, но е отказала да се намеси. Когато кралица Елизабет II посещава Кипър през 1993 г., е освиркана от протестиращи, някои от които й казват да "си отиде у дома". Протестиращите са развявали кипърски национални знамена, украсени с траурни черни ленти в памет на екзекутираните бойци, докато някои роднини на екзекутираните построяват импровизирано бесило на главния площад на града и разпространяват листовки с изображението на Елизабет, на които пише "търсена за убийството на борци за свобода".
Футболният клуб Евагорас Пафос, създаден след като Кипър получава независимост през 1960 г., е кръстен на него. По-късно той се обединява с друг клуб и става АЕ Пафос. Настоящата версия на този клуб, Пафос ФК, включва изображение на лицето на Евагорас в емблемата на клуба.